# Le Calvaire
Calvarul (în franceză Le Calvaire) este un roman francez scris de Octave Mirbeau, care ilustrează impasul naturalismului ca și curent literar la sfârșitul secolului al XIX-lea. Octave Mirbeau publică acest roman mai întâi pe capitole în revista La Nouvelle Revue editată de Juliette Adam și apoi integral pe 23 noiembrie 1886 la editura Ollendorff.

## Subiectul

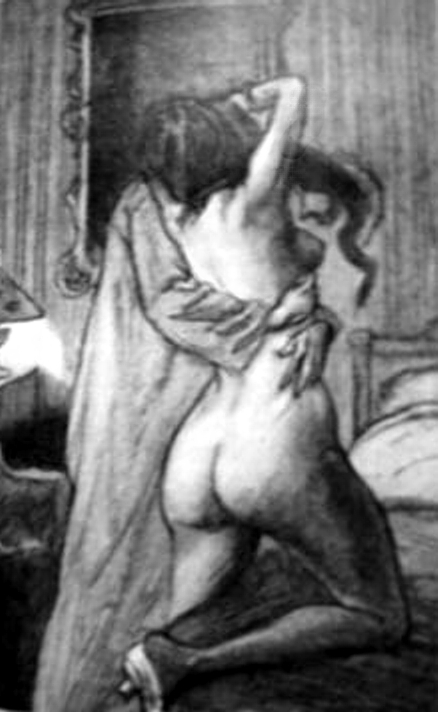
Georges Jeanniot, Le Calvaire, 1901

Calvarul este primul roman pe care Octave Mirbeau îl semnează cu numele său propriu. Acest roman, în mare parte autobiografic, scris la persoana întâi singular sub forma unui monolog interior, relatează povestea de dragoste infernală a autorului, Octave Mirbeau, și a naratorului, Jean Mintié, către o femeie de moravuri ușoare. Judith Vimmer, femeia cu care Octave Mirbeau a avut o relație nefericită timp de patru ani, este transpusă în personajul lui Juliette Roux, care îl face pe Jean Mintié să urce treptele unui calvar de tortură. 
Jean Mintié, urmând sfatul prietenului său Lirat, se refugiază fără nici o speranță în sânul naturii ca să se regăsească. În cazul lui Octave Mirbeau refugiul și scrisul devin un remediu la amărăciunile dragostei, iar pentru naratorul său - un eșec, un abis și o umilință. La ideea de pasiune trecătoare și ființă necredincioasă, Octave Mirbeau pune în contrast noțiunea de război și patriotism, care combină cruzimea și egoismul uman. Jean Mintié, cupris de groază, milă și halucinație îl asasinează involuntar pe un soldat prusian, ca mai apoi să-l imbrățișeze și să-l sărute pe față. 

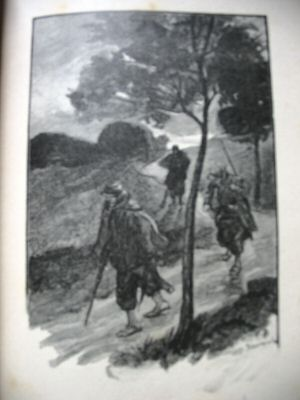
Georges Jeanniot, Le Calvaire, capitol II, 1901

Juliette Adam, scandalizată de această scenă, refuză să publice al doilea capitol al acestui roman, acuzându-l pe autor de trădare și lipsă de patriotism, după ce Franța a pierdut Alsacia și Lorena în 1871. Calvarul, în perioada apariției sale, contrariază cititorul, ca și opera lui Wagner de altminteri, atât prin subversiunea valorilor morale și politice cât și prin audacitatea sa literară. Cele patru influențe majore care stau la baza acestui roman sunt cele ale lui Barbey d’Aurevilly (dragoste, paroxism), Edgar Poe (mister, teroare, halucinație), Feodor Dostoievski (inconștient), și Lev Tolstoi (milă, refugiu). Octave Mirbeau prevăzuse o urmare la acest roman, pe care nu o a scris-o niciodată, și care trebuia să se întituleze, Mântuirea (în franceză La Rédemption). Elemente ale acestui roman nescris pot fi găsite în Abatele Jules (în franceză L’Abbé Jules), al doilea roman oficial al lui Octave Mirbeau.  